# Paul François Gaspard Lacuria
Paul François Gaspard Lacuria (Lyon, 6 janvier 1806 - Oullins, 3 mars 1890) est un prêtre et écrivain ésotérique lyonnais.

## Biographie
Paul Lacuria est le frère des peintres Jean-Louis Lacuria et Louis-Clément Lacuria. Il fait sa formation religieuse au séminaire de Lyon, et n'est ordonné prêtre que tardivement, le 28 mai 1836, en raison de difficultés financières et familiales. Il ne garde pas de bons souvenirs de cette éducation.

### Le collège d'Oullins
Il participe en 1833 à la création du collège d'Oullins aux côtés des abbés Pierre Chaine et Étienne Dauphin, dont il prend des parts dans la société qui possède l'école. Il est également responsable de la troisième centurie de l'Association lyonnaise. Il exerce une profonde influence sur plusieurs groupes d'élèves dont Eugène Captier,.
Il a des problèmes avec les autorités du collège en 1844 lors de la parution de son livre Les harmonies de l'être exprimées par les nombres. Il le fait paraître sous le pseudonyme de l'abbé Gaspard, mais son identité est rapidement découverte. Les autorités locales remontent prestement à l'évêque de Bonald qui le condamne. Les autorités catholiques lui reprochent ses nombreuses références à Lammenais, et avec les premiers socialistes dont Charles Fourier. La situation s'envenime rapidement et la société qui dirige le collège est dissoute le 20 décembre 1846. Lacuria s'estime alors avoir été spolié. .
Il publie en 1847 une nouvelle édition de son ouvrage augmenté d'un second tome avec un nouveau titre : Les harmonies de l'être exprimées par les nombres, ou Les lois de l'ontologie, de la psychologie, de l'éthique, de l'esthétique et de la physique expliquées les unes par les autres et ramenées à un seul principe. 

### Vie à Paris
Ses démêlés avec l'Église de Lyon le font partir à Paris, où il vit dans de grandes difficultés financières en marge de la paroisse Saint-Étienne-du-Mont, où il est prêtre surnuméraire. 
Dans la capitale il rencontre Claude-Auguste Thiollier, dont le fils Félix sera le biographie de Lacuria. Les évènements de la Commune l'exaltent, mais il évolue pour soutenir ensuite Napoléon III puis le comte de Chambord. Il établit des horoscopes des uns et des autres et les leur envoie, sans parvenir à avoir un contact. Pour survivre, il écrit également dans la presse. 
Il écrits des carnets mystiques à partir de 1853, et également sur la musique et en particulier Beethoven. Il fréquente alors des poètes, dont Joséphin Peladan, des peintres, tels Odilon Redon, Louis Janmot, des occultistes et le salon de Berthe de Rayssac,.

### Pensées
« Lacuria est sans doute l'une des figures les plus singulières de l'exceptionnel mouvement philosophique lyonnais du 19e siècle ; prêtre de l'Église catholique , à laquelle il reste fidèle jusqu'à la fin, il est emporté dans le grand mouvement des idées et le grand tourbillon politique du siècle, tentant comme Pierre-Simon Ballanche, Antoine Blanc de Saint-Bonnet et tant d'autres, de donner un sens, à partir de sa foi, à une histoire qui semble n'en avoir pas. Sa volonté de penser à la marge de la philosophie et de la théologie chrétienne le mène incontestablement, dans la recherche d'une unité qui donne sens à l'histoire et à l'homme dans l'histoire, sur le chemin de l'occultisme, où il a rencontré après sa mort beaucoup d'interprètes, notamment Robert Amadou [...]. L'unité que l'abbé Lacuria croit trouver dans la science des sciences, qui est pour lui « la science merveilleuse des nombres », se révèle sans doute plus sûrement à nos yeux dans ses Carnets spirituels, qui transcrivent une expérience mystique d'une grande intensité ».

## Postérité
Une édition posthume des Harmonies de l’Être est réalisée par René Philipon et de ses contes par Félix Thiollier. 
Une analyse de sa pensée et de son œuvre est faite par R. Amadou, qui décrit « un mystique de haute volée, un occultiste averti, pratiquant, et un théosophe qui reflète sans doute un courant lyonnais d'ésotérisme important mais mal connu ». 

## Œuvres
- De l'Église, de l'État et de l'enseignement, Lyon, Impr. de L. Boitel, 1847, Extrait de la "Revue du Lyonnais" (lire en ligne)
- Les harmonies de l'être exprimées par les nombres, ou Les lois de l'ontologie, de la psychologie, de l'éthique, de l'esthétique et de la physique expliquées les unes par les autres et ramenées à un seul principe, Paris, Comptoir des imprimeurs-unis, 1847, 2 vol. (XV-386 p.-2 p.de pl., 377 p.) ; in-8 (lire en ligne)
- Les dernières confidences du génie de Beethoven, Paris, impr. de S. Raçon, 1859, 12 p., Extrait de la "Revue française", XVIe volume

### Biographie
- Joseph Serre, Lacuria 1806-1890 : Un penseur lyonnais Un grand mystique. Un pythagore français. Trois études avec portrait, Lyon, Paul Phily, 1910

### Ouvrages de synthèse
- R. Christoflour, Prophètes du XIXe siècle, La Colombe, 1954

- Xavier de Montclos (dir.), Jean-Marie Mayeur et Yves-Marie Hilaire, Dictionnaire du monde religieux dans la France contemporaine, t. 6 : Lyon — Le Lyonnais — Le Beaujolais, Lyon, Éditions Beauchesne, 1994, 543 p. (ISBN 978-2-7010-1305-3)[6]

- Patrice Béghain, Bruno Benoit, Gérard Corneloup et Bruno Thévenon, Dictionnaire historique de Lyon, Lyon, Stéphane Bachès, 2009, 1501 p. (ISBN 2-915266-65-4, BNF 42001687)

### Article
- Robert Amadou, « L'Abbé Paul Lacuna », Atlantis, Vincennes, 1981, n°314, mai-juin, 70 p. ; n°315, juillet- août, 70 p.[7]

- Félix Thiollier, « L'abbé Lacuria », L'Occident,‎ octobre 1902, p. 196-209
- « Notice sur le site du Musée du diocèse de Lyon »

### Manuscrits publiés
- Paul François Gaspard Lacuria, Lacuria, sage de Dieu. Défense des Harmonies de l'être. Sciences secrètes. Carnets spirituels, Paris, Awac, 1981, présenté par Robert Amadou

### Fonds manuscrits d'archives
Un important fonds est conservé à la Bibliothèque municipale de la Part-Dieu. 